# Charles Frederick Worth

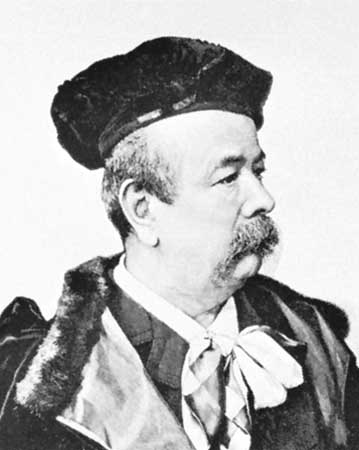
Charles Frederick Worth

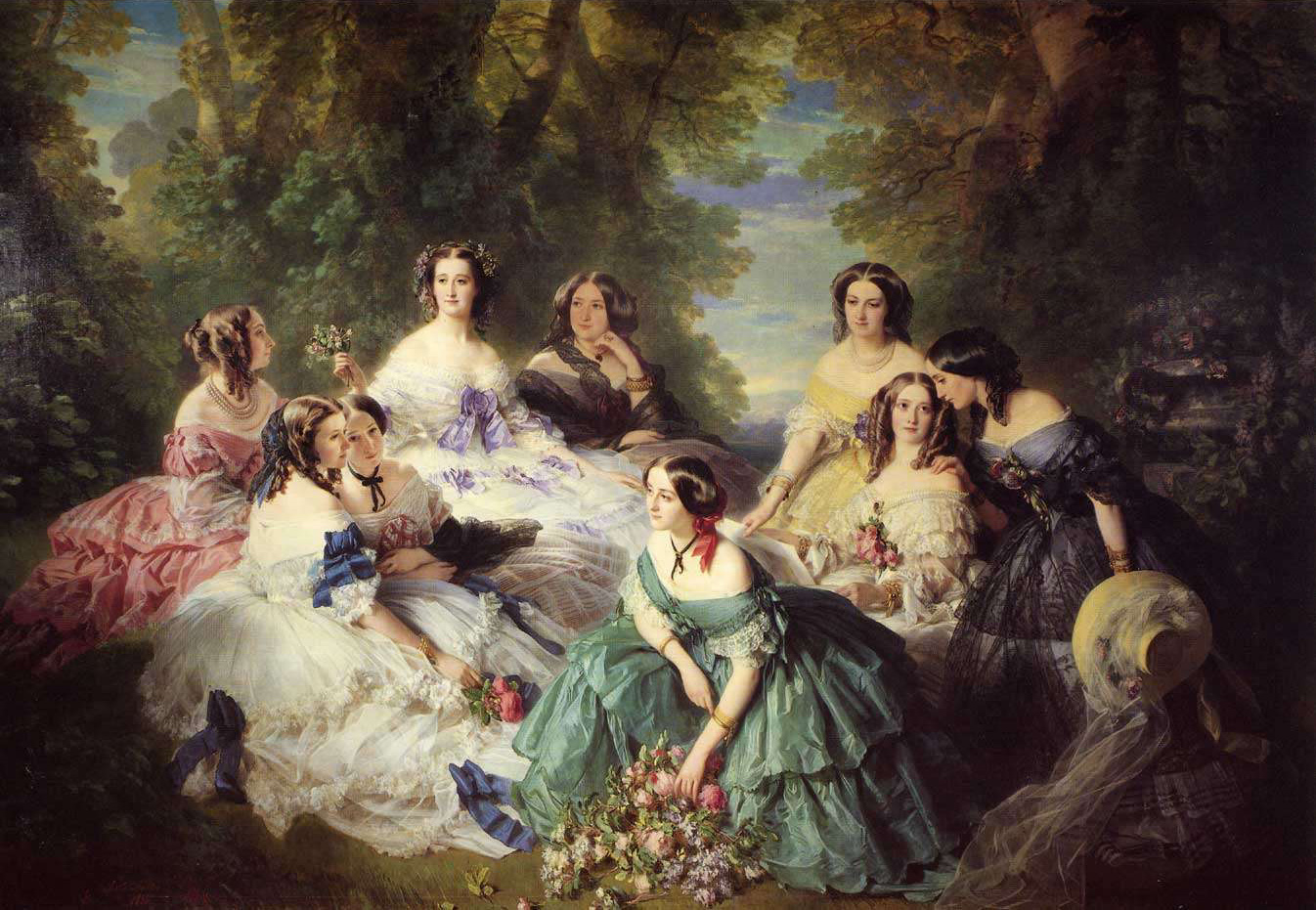
Keizerin Eugénie in een japon van Worth

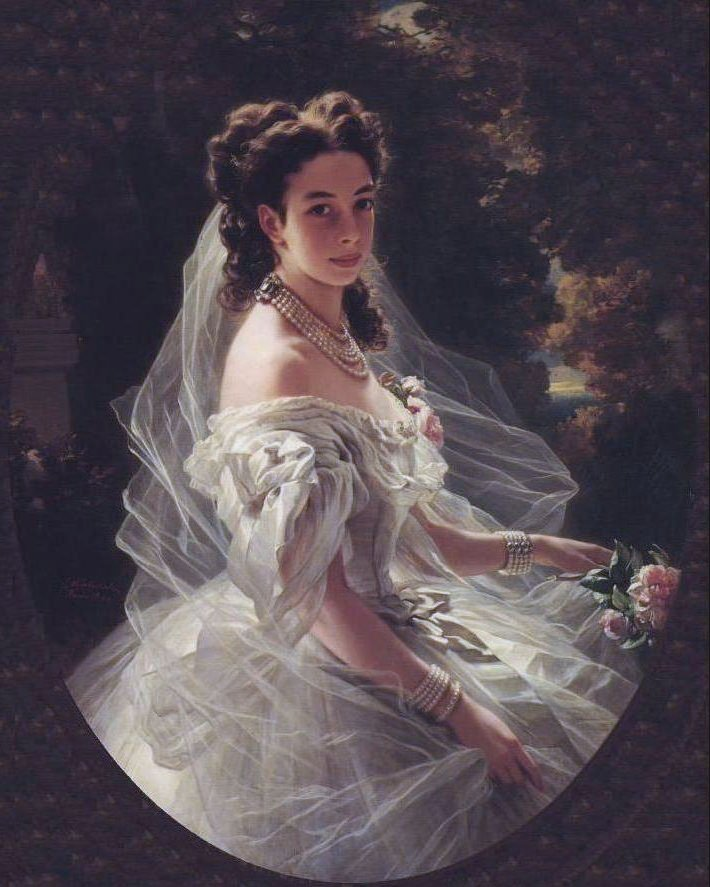
Prinses Metternich in tule van Worth

Charles Frederick Worth (13 oktober 1825 in Bourne, Lincolnshire - 10 maart 1895) was een Engelsman die als de grondlegger van de Franse haute couture wordt beschouwd. Hij was de stichter van het modehuis Worth dat tot na de Tweede Wereldoorlog zou blijven bestaan.

## Levensloop
Charles Frederick Worth heeft zijn school vroeg verlaten. Hij heeft vanaf zijn elfde jaar eerst korte tijd als drukkersleerling en daarna zeven jaar als klerk van textielhandelaren in Londen gewerkt. Daar bestudeerde hij in zijn vrije tijd historische portretten en de daarop gedragen kleding. Hij werkte ook voor Lewis and Allenby, hofleveranciers van fluweel en satijn.
Charles Frederick Worth kwam als twintigjarige naar Parijs waar hij in opdracht van Swan & Edgar in shawls, destijds een kostbare accessoire, en later in andere modeartikelen van de firma Gagelin ging handelen. Hij overtuigde zijn werkgevers van de mérites van zijn plan om een kleine modezaak te openen. Zijn knappe vrouw Marie Augustine Vernet was daar het model.
In die tijd lieten de dames hun kleermaaksters en kleermakers nog aan huis komen.
De ontwerpen die tijdens de veelbezochte Grote Tentoonstelling in Londen in 1851 en tijdens de Wereldtentoonstelling in Parijs in 1855 werden getoond trokken veel aandacht. Die ging in de eerste plaats naar Worth's werkgevers, de textielhandelaren Opigez & Chazelle en niet naar de ontwerper. Het was de door Charles Frederick Worth ontworpen robe met hofsleep die met een medaille eerste klasse werd bekroond.
De Franse keizerin Eugénie die de mode aangaf en de meest bewonderde schoonheid van haar tijd was, droeg - voor zover bekend - voor het eerst een creatie van Charles Frederick Worth nadat zij een door een vriendin bij Opigez & Gagelin gekochte japon ten geschenke had gekregen. De Franse keizerin werd in deze japon geportretteerd door Franz Xaver Winterhalter.

### Compagnon van Otto Gustav Boberg
In 1858 vestigde hij met zijn Zweedse partner Otto Gustav Boberg (1821-1881) in de Rue de la Paix een eigen haute-couturehuis. Het huis had twintig naaisters in dienst. Charles Frederick Worth wist - nadat zijn vrouw erin was geslaagd om kleermaakster van de Oostenrijkse ambassadeursvrouw, prinses Pauline von Metternich, te worden - ook opdrachten van de Franse keizerin te bemachtigen. Worth kleedde haar in stoffen uit Lyon, gevlochten stoffen en kant. Dat had ook een politieke achtergrond; het leverde werkgelegenheid op in Lyon, Valenciennes en Chantilly. Ook wanneer de keizerin aanvankelijk niet enthousiast was over een ontwerp of een keuze voor een zware stof, gaf zij toe aan de wil van Worth, die zij "de tiran van de mode" noemde. In 1859 verwierven Charles Frederick Worth en Otto Gustav Boberg het brevet van een Keizerlijk Frans Hofleverancier. Voor de opening van het Suezkanaal leverde Worth de keizerin, die zich enkele malen per dag verkleedde, meer dan 100 verschillende uitmonsteringen voor alle gelegenheden en momenten van de dag. Het was voor de keizerin en haar hovelingen ondenkbaar om tweemaal in dezelfde japon op een officiële ontvangst te verschijnen.
Dames werden nu door Worth in het modehuis ontvangen, de mannequin showde het ontwerp en vervolgens werd met behulp van een paspop van stro en tule, die de precieze maten van de klant had, een op maat gemaakte uitvoering gemaakt.
In 1868 werden ook de rijke Amerikaanse dames aan de chique oostkust gekleed door Worth. Onder hen waren Isabella Stewart Gardner, Edith Wharton, Mrs. J. Pierpont Morgan, en Mrs. William Astor, Jr. Een eenvoudige japon kostte 1600 franc en de Parijse dames spraken af om elkaar bij Worth te ontmoeten en daar thee te drinken.
In 1869 werd de cul de crin opnieuw door Worth geïntroduceerd. Het huis had nu 1200 naaisters in dienst. Vanaf september 1871, het jaar van de val van het keizerrijk, leidde Charles Frederick Worth zijn modehuis alleen. De rijk geworden Otto Gustav Boberg kocht een kasteel, Kevinge gård, in Zweden.

### Bloeiperiode van het huis Worth
De val van het Tweede Keizerrijk en de daaropvolgende revolutie in Parijs schokten Charles Frederick Worth. Hij was persoonlijk getuige van een bloedbad in de Rue de la Paix en ontvluchtte, net als de keizerin, de Franse hoofdstad. Hij en zijn gezin zochten in maart 1871 hun toevlucht in Le Havre en keerden pas in juni terug. Een Parijs zonder hof en hofbals maakte Worth melancholiek. Hij miste de verbannen keizerin en zond haar ieder jaar een boeket viooltjes van Parma, samengebonden met een lint waarop in goudborduursel zijn naam stond. Omdat de Franse dames, volgens Worth "door hun kameniersters werden aangekleed" ging Worth zich concentreren op export, op kleding die in licentie werd gemaakt en op verkoop via de grote elektrisch verlichte warenhuizen die in die jaren hun deuren openden.
Nu zijn naam gemaakt was, bleef de Parijse aristocratie zijn modehuis frequenteren. Eerder waren de kleermakers steeds naar de huizen van de klanten gegaan om kleding uit te zoeken en voor de daaropvolgende pasbeurten. Worth liet het passen plaatsvinden in discrete vertrekken in een paleisachtige omgeving. Om te kunnen zien hoe de kleding bij kunstlicht toonde, was er een verduisterde "Salon de Lumières".
Worth was de eerste modeontwerper die tot sterstatus uitgroeide, doordat hij zijn kledingstukken als kunstwerken signeerde. Bovendien presenteerde hij één keer per jaar een nieuwe collectie en introduceerde hij zodoende de verkoopbevorderende constante van verandering in de mode, waarvan alle ontwerpers ook tegenwoordig nog profiteren. Worth stond de pers toe om modeplaten van zijn ontwerpen te verspreiden. Dat was reclame. Zo konden de Amerikaanse dames die ongezien japonnen bestelden een indruk krijgen van wat zij mochten verwachten.
Hij ontwierp de gekunstelde crinoline maar maakte in 1868 zelf, zij het in samenspraak met de Franse keizerin, weer een einde aan deze mode en was de bedenker van enkele snijtechnieken die tegenwoordig niet meer weg te denken zijn uit de modegeschiedenis. Worth had als eerste een Engelse kniptechniek met de Franse pracht en praal gecombineerd. Daarmee was hij de eerste echte couturier.
Worth cultiveerde bewust zijn status als kunstenaar. Hij droeg een flamboyante fluwelen baret à la Rembrandt en bezocht de Franse keizerin in dagelijkse kleding, met baret in plaats van de formele hofdracht met hoge hoed, die anders streng was voorgeschreven. Onder zijn klanten bevond zich ook de Oostenrijkse keizerin Elisabeth (1837-1898). Worth ontwierp niet alleen de japon waarin zij in 1867 tot Koningin van Hongarije werd gekroond, maar ook een japon van gaas die zij draagt op het bekende portret door Winterhalter.
De begrafenis van Charles Frederick Worth was een grootse plechtigheid, bijgewoond door 2000 mensen waaronder Félix Faure, de president van de Franse Republiek en de burgemeester van Parijs. Het grafmonument van Charles Frederick en Marie Worth in Suresnes werd in 1940 door een vliegtuigbom vernield.
Na de dood van Charles Frederick Worth nam zijn zoon Gaston-Lucien Worth de zakelijke leiding van het modehuis Worth op zich. Zijn zoon Jean-Philippe Worth zette na 1897 als modeontwerper de traditie van het huis voort. Dat bestond nog tot de dood van zijn kleinzoon Jean-Charles Worth in 1952.